# Comitè Olímpic del Brasil
El Comitè Olímpic del Brasil (en portuguès i oficialment, Comitê Olímpico do Brasil), conegut habitualment per les sigles COB, és l'entitat màxima de l'esport al Brasil i òrgan regulador de l'esport olímpic nacional. Des de 2017, és presidit per Paulo Wanderley Teixeira.
Va ser oficialment fundat el 8 de juny de 1914, en la seu de la Federació Brasilera de les Societats de Rem, per iniciativa de la Lliga Metropolitana d'Esports Atlètics. No obstant, no va començar les activitats oficials fins al 1935.

## Atribucions

### Participació als Jocs Olímpics
Com a Comitè Olímpic Nacional, és el responsable d'inscriure els atletes brasilers per a participar en els Jocs Olímpics. La política utilitzada per la institució és la "inclusió meritòria". Això significa que el COB no realitza competicions de selecció preolímpiques; tots els atletes brasilers que atenen als requisits establerts per la Federació Internacional del seu esport són automàticament inscrits. Si el país té un nombre limitat de vacants en una determinada prova olímpica, i el nombre d'esportistes que compleixen els criteris de qualificació excedeix el cupo, el COB respecta el rànquing oficial de la Federació Internacional i inscriurà els atletes millor classificats.

### Candidatures olímpiques
El Comitè Olímpic del Brasil va presentar candidatures oficials per a acollir els Jocs Olímpics d'estiu. Brasília va proposar una candidatura per als Jocs de 2000, però va desistir abans de l'elecció final. La ciutat de Rio de Janeiro va candidatar-se a organitzar els Jocs de 1936, 2004 i 2012. En aquesta tercera ocasió, el COB va haver de dirimir abans entre la proposta carioca i la de São Paulo. Finalment, l'any 2009 va veure com en el quart intent, la Cidade Maravilhosa va ser la designada per a acollir els Jocs Olímpics d'Estiu de 2016.
L'any 2017, el Comitè Olímpic Internacional va suspendre el president del COB Carlos Arthur Nuzman, per la investigació en curs sobre la participació del dirigent en un esquema de compra de vots per afavorir l'elecció de Rio de Janeiro com a seu dels Jocs de 2016. Aquest cas va ser conegut com la Operació Unfair Play, i va ser una peça separada de la investigació del cas Lava Jato.

## Finançament
El COB té múltiples fonts d'ingressos, però el seu principal mitjà de finançament és la participació en els beneficis de la Loteria Federal i altres jocs d'atzar. Des de 1999, organitza el Premi Brasil Olímpic, que cada any condecora els millors atletes brasilers.
La recaptació del COB és repartida entre les diverses confederacions esportives en funció dels resultats obtinguts en el darrer cicle olímpic. A més, destina una part dels recursos a la promoció del moviment olímpic, de la pràctica de l'esport a les escoles i universitats i al manteniment dels centres d'alt rendiment del país.

## Presidents
| Núm. | President                   | Període     |
| ---- | --------------------------- | ----------- |
| 1    | Fernando Mendes de Almeida  | 1914 – 1935 |
| 2    | Antônio Prado Júnior        | 1935 – 1947 |
| 3    | Arnaldo Guinle              | 1947 – 1950 |
| 4    | José Ferreira del Santos    | 1950 – 1963 |
| 5    | Áttlia Trobi                | 1963        |
| 6    | Sylvio de Magalhães Padilha | 1963 – 1990 |
| 7    | André Richer                | 1990 – 1995 |
| 8    | Carlos Arthur Nuzman        | 1995 – 2017 |
| 9    | Paulo Wanderley Teixeira    | 2017 – act. |

## Saló de la Fama del COB
Durant el Premi Brasil Olímpic de 2018, el COB va crear un Hall de la Fama per a homenatjar figures marcantes de l'esport brasiler.
| Nom                            | Esport               | Any  |
| ------------------------------ | -------------------- | ---- |
| Jaqueline Silva                | Volei platja         | 2018 |
| Torben Grael                   | Vela                 | 2018 |
| Vanderlei Cordeiro de Lima     | Atletisme            | 2018 |
| Sandra Pires                   | Volei platja         | 2018 |
| Bernardinho                    | Voleibol             | 2019 |
| Maria Paula Gonçalves da Silva | Bàsquet              | 2019 |
| Joaquim Cruz                   | Atletisme            | 2019 |
| Maria Lenk                     | Natació              | 2019 |
| João do Pulo                   | Atletisme            | 2019 |
| Hortência Marcari              | Bàsquet              | 2019 |
| José Roberto Guimarães         | Voleibol             | 2019 |
| Guilherme Paraense             | Tir                  | 2019 |
| Chiaki Ishii                   | Judo                 | 2019 |
| Sylvio Padilha                 | Atletisme            | 2019 |
| Wlamir Marques                 | Bàsquet              | 2020 |
| Tetsuo Okamoto                 | Natació              | 2020 |
| Aurélio Miguel                 | Judo                 | 2020 |
| Nelson Pessoa                  | Salt a cavall        | 2020 |
| Reinaldo Conrad                | Vela                 | 2020 |
| Aída dos Santos                | Atletisme            | 2020 |
| Bernard Rajzman                | Voleibol             | 2020 |
| Zagallo                        | Futbol               | 2020 |
| Adhemar Ferreira da Silva      | Atletisme            | 2020 |
| Sebastián Cuattrin             | Rem                  | 2020 |
| Servílio de Oliveira           | Boxa                 | 2021 |
| Rogério Sampaio                | Judo                 | 2021 |
| Gustavo Borges                 | Natació              | 2021 |
| Hélia Rogério de Souza Pinto   | Voleibol             | 2021 |
| Renan Dal Zotto                | Voleibol             | 2022 |
| Yane Marques                   | Pentatló modern      | 2022 |
| Manoel dos Santos              | Natació              | 2022 |
| Marcelo Ferreira               | Vela                 | 2022 |
| Melânia Luz                    | Atletisme            | 2022 |
| Ricardo Prado                  | Natació              | 2022 |
| Walter Carmona                 | Judo                 | 2022 |
| Afrânio da Costa               | Tir                  | 2024 |
| Daiane dos Santos              | Gimnàstica artística | 2024 |
| Edinanci Silva                 | Judo                 | 2024 |
| Gustavo Kuerten                | Tennis               | 2024 |